# Caquier
|  | Aquest article tracta sobre caqui. Vegeu-ne altres significats a «caqui (color)». |

El caquier (Diospyros) és el nom genèric de diversos arbres conreats pels seus fruits anomenats caquis (/káki/, a Mallorca i la Ribera del Xúquer /kέki/). Etimològicament procedeix del japonès kaki.
L'espècie de la qual s'aprofita el fruit és D. kaki, mentre que D. lotus i D. virginiana es fan servir com a portaempelts de la primera.
Són arbres de la família del banús (ebenàcia) de fins a 12 metres d'alçada, caducifolis i que poden ser de floració monoica dioica o hermafrodita, en el conreu s'acostumen a utilitzar els tipus monoics i només els peus femenins per evitar a través de la partenocàrpia la formació de llavors. El fruit és una baia amb el calze enganxat que pot ser astringent (per la presència de taní) i aleshores cal una maduració completa en l'arbre o no astringents i de maduració completa després de la collita. Té la particularitat que no es pot consumir en el moment de la recol·lecció, ja que necessita un procés de sobremaduració a causa de la seva aspror, per la qual cosa s'acostuma a tractar-lo abans untant-lo amb alguna classe de beguda alcohòlica forta, com el conyac, l'aiguardent, la cassalla, etc.

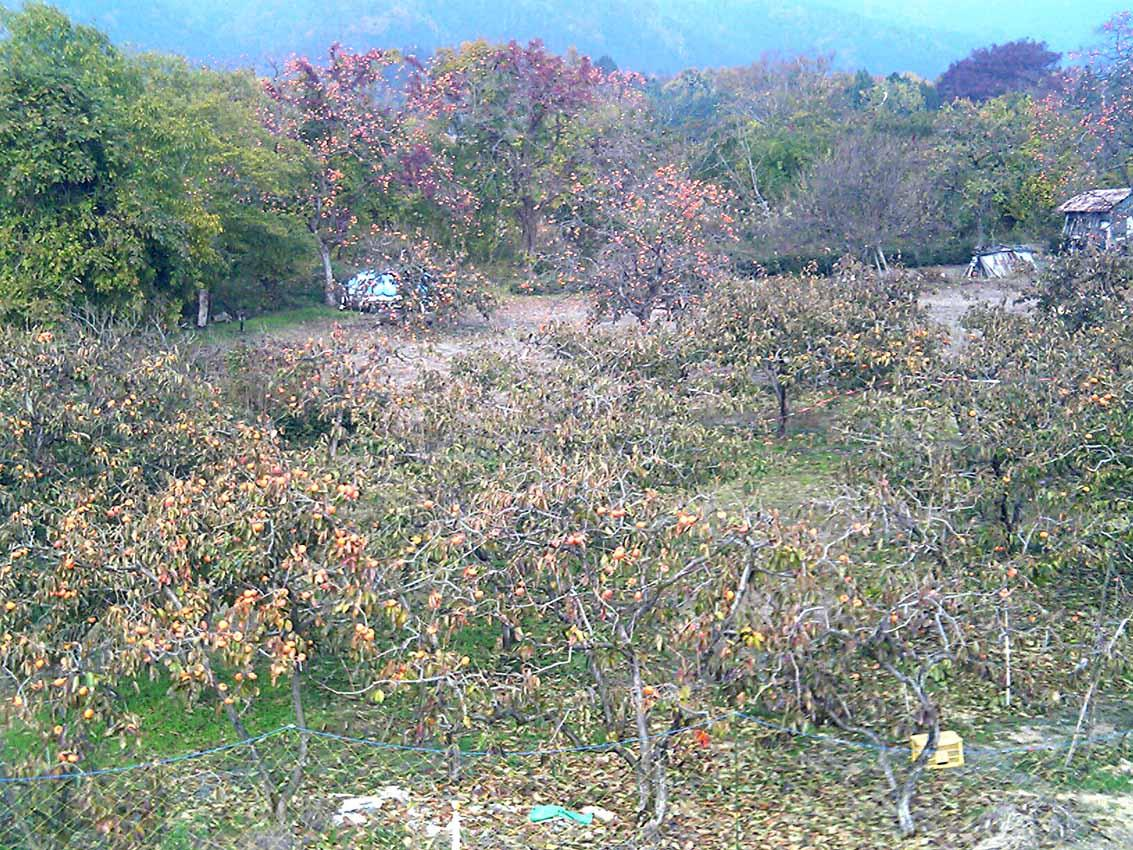
Conreu de caquiers al Japó

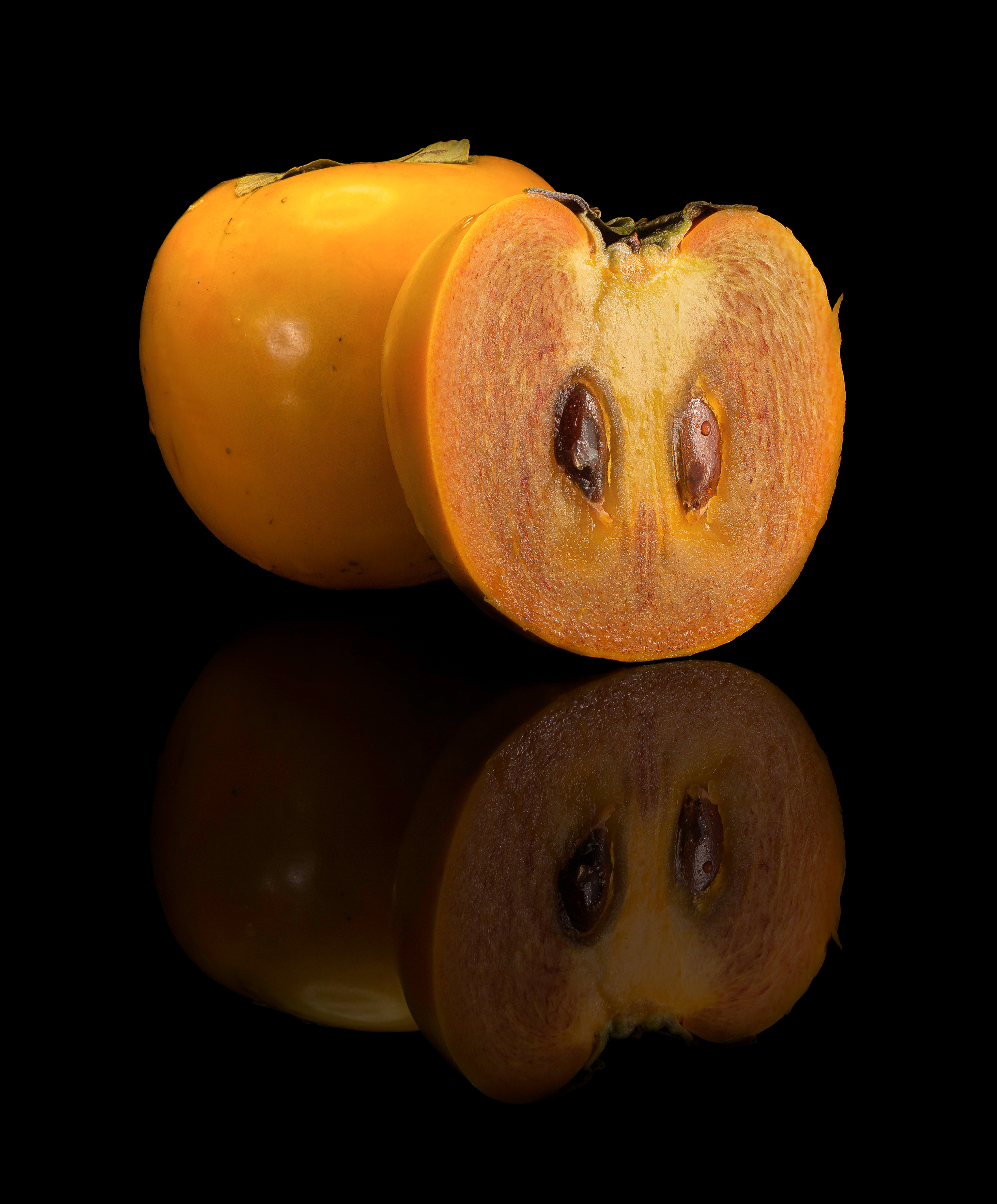
柿 (caqui, concretament, de la varietat xocolata)

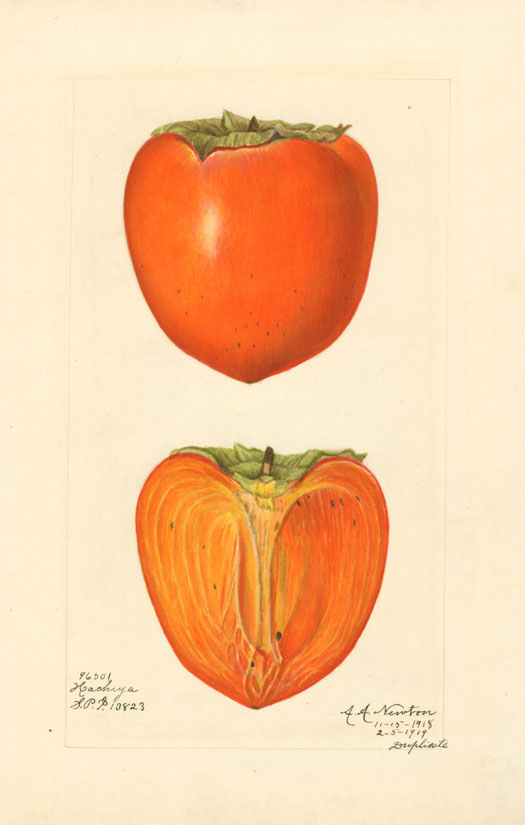
1887

## Història del conreu
El conreu del caqui es remunta al segle viii a la Xina i el Japó i va arribar a principi del segle xix als Estats Units i cap a 1870 a Espanya. Actualment, els principals productors mundials són Japó, Xina, els Estats Units, el Brasil, l'Índia i Israel (d'on és la varietat Sharon idèntica a la varietat americana Triumph). Els majors productors europeus són Itàlia i Espanya.
A la península Ibèrica, es va començar a introduir cap a 1870, però amb un cultiu sempre molt residual. Les primeres plantacions al País Valencià apareixen un segle més tard, en 1960 a la zona de l'Alcúdia, Guadassuar i Carlet, i des de fa uns quants anys, es cultiva sistemàticament a la comarca de la Ribera del Xúquer, on ha arribat a substituir un producte tan tradicional, però tan devaluat, com la taronja. La varietat autòctona Roig brillant és l'única emparada en la denominació d'origen Caqui Ribera del Xúquer. Va sorgir de forma espontània a conseqüència de la sembra de llavors en el marge d'una parcel·la en el terme municipal de Carlet. Cap a 1960 es va empeltar la primera plantació en el terme municipal de l'Alcúdia. A partir d'aquest moment el caqui va tenir un ràpid creixement. Avui aquesta varietat representa més del 95% del caqui conreat al País Valencià. L'any 2000 la producció total de caqui al País Valencià va superar les 20.000 tones i des d'aquell any la superfície conreada va augmentar del 140% essent actualment de 3.165 hectàrees i amb una producció d'unes 50.000 tones. La producció de fruits de caqui màxima admesa per hectàrea en la denominació d'origen Caqui Ribera del Xúquer és, en principi, de 50.000 kg/ha.

## Fruit
Els caquis es poden consumir de dues formes diferents: Clàssic, el de la polpa tova, es cull madur amb una textura tova que fa que es mengi amb cullereta; Sharoni, el de la polpa dura. És el nom que reben els fruits de la varietat «roig brillant» després de ser sotmesos a un tractament en magatzem, pel qual s'elimina l'astringència, i permet que es mengi amb ganivet i forquilla. Té un color ataronjat i la textura és més ferma, la qual cosa en permet la comercialització i exportació. En el mercat apareixen a mitjan octubre.
És molt bo per a la salut de les persones el consum de caquis, ja que contenen carotè i criptoxantina, ambdós amb activitat de provitamina A. També tenen un alt contingut en vitamina C. Són rics en potassi, sucres i glucosa. Amb la seva activitat antioxidant amb efectes beneficiosos que disminuïxen el risc de certes malalties degeneratives (càncer, cataractes, problemes cardiovasculars, etc.). És una bona fruita per a combatre la diarrea i la colitis.
El seu consum com a fruita fresca és deliciós encara que també es pot consumir com a melmelada, crema gelada, sorbet, flams, pastissos, púdings, o begudes refrescants. La varietat més important és la Roig brillant.